# Marie Braun

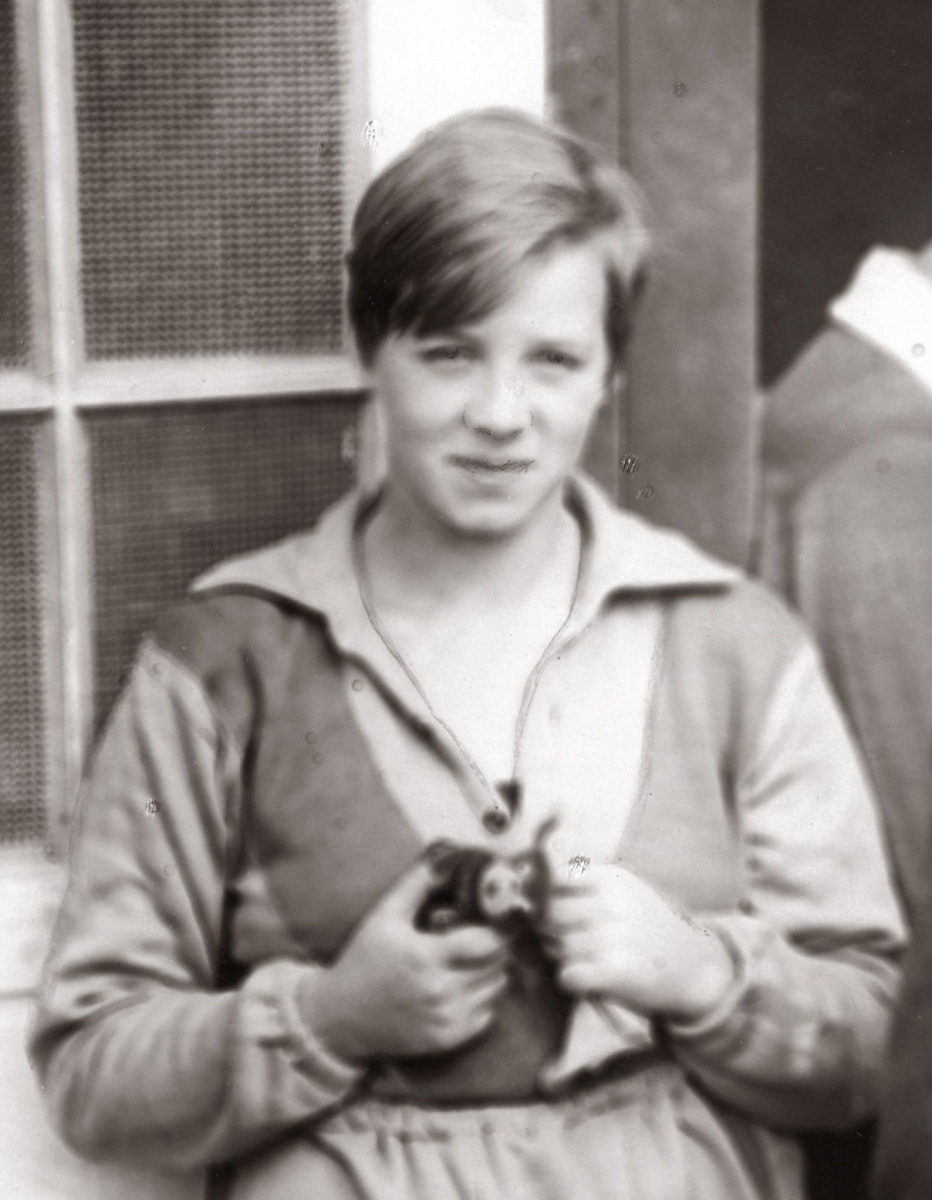
Marie Braun (1928)

Marie „Zus“ Philipsen-Braun (* 22. Juni 1911 in Rotterdam; † 23. Juni 1982 in Gouda) war eine niederländische Schwimmerin.
Bei den Olympischen Spielen 1928 in Amsterdam wurde sie Olympiasiegerin über 100 Meter Rücken und gewann die Silbermedaille über 400 Meter Freistil. Sie gehörte in den zwanziger Jahren zu den besten europäischen Schwimmerinnen und wurde 1927 Europameisterin über 400 Meter Freistil und 1931 Europameisterin über 100 Meter Rücken und mit der 4-mal-100-Meter-Freistilstaffel.
Insgesamt stellte sie in ihrer Laufbahn sechs Weltrekorde und vier Europarekorde auf. Im Jahr 1980 wurde sie in die Ruhmeshalle des internationalen Schwimmsports aufgenommen.